# Le Clubman et le Voleur
Le Clubman et le Voleur (titre original : The Clubman and the Tramp) est un film muet américain réalisé par D. W. Griffith, sorti en 1908.

## Synopsis
Un homme des rues se fait passer pour quelqu'un de la haute société.

## Fiche technique
- Titre : Le Clubman et le Voleur
- Titre original : The Clubman and the Tramp
- Réalisation et scénario : D. W. Griffith
- Société de production et de distribution : American Mutoscope and Biograph Company[1]
- Photographie : G. W. Bitzer
- Pays :  États-Unis
- Format[2] : Noir et blanc - Muet - 1,33:1 ou 1,37:1[3] - 35 mm[3],[4]
- Longueur de pellicule : 994 pieds (303 mètres[4])
- Durée : 17 minutes (à 16 images par seconde)[2]
- Date de sortie : 27 novembre 1908

## Distribution
Les noms des personnages proviennent de l'Internet Movie Database.
- Jeanie Macpherson : une invitée au dîner
- Linda Arvidson : une invitée au dîner
- Florence Lawrence : Bridget / une invitée au dîner
- Mack Sennett : un invité au dîner / le policier
- John R. Cumpson
- Arthur V. Johnson : un invité au dîner / l'usurier
- George Gebhardt : le serveur[3],[5]
- Robert Harron : un homme dans la rue[3],[5]
- Harry Solter : un homme dans la rue[3],[5]

## Autour du film
Les scènes du film ont été tournées les 21 et 29 octobre 1908 dans le studio de la Biograph à New York et à l'ouest de la douzième rue.

### Source
- Jean-Loup Passek et Patrick Brion, D.W. Griffith : Le Cinéma, Paris, Cinéma/Pluriel - Centre Georges Pompidou, 1982, 216 p. (ISBN 2-86425-035-7)